# 滨洲铁路
滨洲铁路自黑龙江省哈尔滨至內蒙古满洲里，全长935公里，归哈尔滨铁路局管辖。目前为双线铁路，全線電氣化。

## 概况
滨洲铁路呈东南–西北走向，全线由哈尔滨铁路局管辖。线路由黑龙江省省会的哈尔滨站出发，经过松花江向西北方向跨越大半个东北平原，在富拉尔基跨越嫩江后进入内蒙古自治区境内，线路在翻越大兴安岭后进入呼伦贝尔草原，经过海拉尔后沿海拉尔河抵达终点满洲里站，并与俄罗斯铁路西伯利亞鐵路支线在後貝加爾斯克站连接。

## 历史

### 早期历史
中日甲午战争之后，光绪二十二年（1896年），清政府特使李鸿章赴俄祝贺沙皇尼古拉二世加冕典礼，与沙俄签订了《中俄御敌相互援助条约》（简称《中俄密约》），在这个《条约》中规定清俄协防日本和俄国建设东清铁路的事宜，作为沙俄西伯利亞鐵路在中国境内的一段。东清铁路从1897年8月动土兴建，以哈尔滨为中心，分东、西、南部三线，由六处同时开始相向施工，现滨洲铁路属于当初规划的西线。1898年6月铁路在哈尔滨和满洲里两端同时动工。1900年4月完成哈尔滨至安达站铺轨任务，1901年3月在乌奴耳站接轨。1902年1月14日开始临时营业，1903年7月14日，东清铁路全线通车营业，轨距为俄制的1524毫米。
1917年起中国政府逐步收回附属地的管辖权。1920年起东清铁路北段始称“中国东方铁路”，简称中东铁路。1922年苏联成立后，改由由中国与苏联共管长春以北的中东铁路。北京政府将铁路沿线11公里内区域划为東省特別區，接管哈尔滨及铁路沿线的市政权。1929年因中东路事件，根据事后签署的中苏伯力会议议定书，苏联恢复在1929年7月10日以前在中东铁路的一切权益。
1931年九一八事变后，虽然日本占领了中国东北的大部分地区，但铁路的运营依旧掌握在苏联手中。1932年满洲国成立，中东铁路改由苏联与满洲国合营。1935年3月，满洲国向苏联花费1亿4千万日圓购买中东铁路北段全线，改称滨洲线，并于1936年8月1日将宽轨改成准轨，运营速度提高到60公里／小时。
1945年，第二次世界大战后日本投降，该铁路被当时占领东北的苏联接收，轨距再次变为宽轨。1946年4月，前苏联红军撤退回国，东北民主联军接管滨洲线，又将宽轨改为准轨。 1949年中华人民共和国成立后，中苏双方展开了收回铁路的谈判。1950年2月14日毛泽东在苏联莫斯科签订了《中苏友好同盟互助条约》。根据该条约，1950年5月1日中苏成立了双方共管的中苏合资中国长春铁路公司。1952年12月31日，包括滨洲铁路在内的中长铁路结束两国共管，全部移交中国政府。

### 线路改造

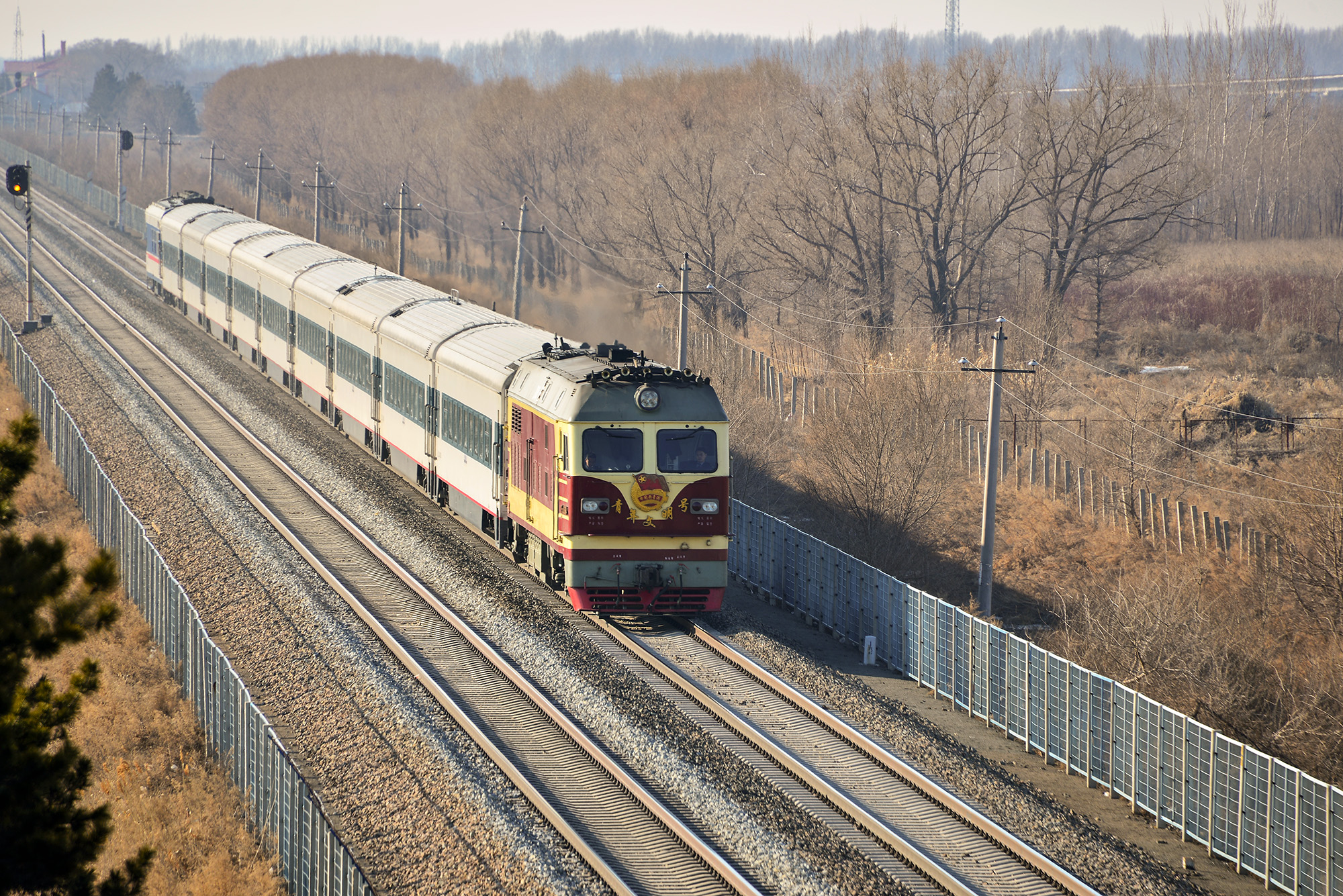
DF4D“青年文明号”机车牵引K7202次列车行驶在滨洲铁路上，摄于电气化之前

1983年开始修建哈尔滨至安达区间复线，由哈尔滨铁路局工程处负责施工，1985年建成。1990年，行车采用半自动闭塞方式。货物列车用東風4B型柴油機車内燃机车牵引，旅客列车用东方红3型内燃机车和人民型蒸汽机车牵引。货物列车牵引吨数，哈尔滨——三间房站上下行均为3300吨。旅客列车牵引吨数，哈尔滨——安达上下行均为700—900吨。此段线路允许速度90—100公里／小时。年输送能力为1935万吨。
滨洲铁路电气化工程于2014年10月25日正式开工建设，工程项目全长933公里，新建17个牵引变电所，2016年11月3日，哈尔滨和齐齐哈尔区间电气化铁路率先投入运营，首发列车为K7108次列车，由哈尔滨铁路局三棵树机务段的和谐3D型电力机车0606号电力机车牵引。齐齐哈尔至满洲里区间已于2017年12月11日通電，同年12月28日投入运营。

## 连接线路
- 哈尔滨站：京哈铁路、滨绥铁路、哈佳铁路、哈牡客运专线、哈齐高速铁路
- 大庆西站：通让铁路
- 红旗营站、三间房站、昂昂溪站
- 扎兰屯站：阿鐵路
- 沟口站：博林铁路
- 牙克石站、卓山站：牙林铁路
- 海拉尔东站：伊敏铁路
- 满洲里站：西伯利亞鐵路支线